# Der Brief (1999)
Der Brief (französischer Originaltitel: La Lettre, portugiesischer Originaltitel: A Carta) ist ein Filmdrama des portugiesischen Regisseurs Manoel de Oliveira aus dem Jahr 1999.
Es ist eine in die Moderne übertragene Adaption des Romans Die Prinzessin von Clèves von Madame de Lafayette aus dem Jahr 1678.

## Handlung
Der junge Herr de Guise macht der jungen Mademoiselle de Chartres den Hof. Er begehrt sie sehr, sucht aber eine andere Art von Beziehung als sie, so dass sie sich von ihm fernhält. Am Rande eines Klavierkonzertes stellt ihr dann Madame da Silva, eine intime Freundin ihrer Mutter, einen renommierten Arzt vor, Jacques de Clèves. Dieser hatte sich bereits in sie verliebt, als sie Tage zuvor bei einem bekannten Juwelier an der Place Vendôme mit ihrer Mutter ein Collier auswählte. Sie heiraten, wiewohl die junge Mademoiselle keine große Leidenschaft für den wohlhabenden de Clèves empfindet, ihn aber für sympathisch, aufrichtig und anständig hält und ihn guten Gewissens aus Vernunftgründen ehelicht.
Als sie auf den populären Sänger Pedro Abrunhosa trifft, fühlt sie sich augenblicklich zu ihm hingezogen, was ihrer aufmerksamen Mutter nicht verborgen bleibt. Die bisherige Mademoiselle de Chartes und jetzige Madame de Clèves bleibt jedoch auf Abstand zu Abrunhosa.
Als die Mutter ernsthaft erkrankt, warnt sie ihre Tochter, vorsichtig zu sein, was Madame de Clèves Willen, ihrem Gatten treu und vertrauenswürdig zu bleiben, verstärkt und sie weiter auf Abstand zu Abrunhosa hält.
Nach dem raschen Tod der Mutter bleibt Madame de Clèves ohne deren moralische Unterstützung und vertraut sich einer alten Schulfreundin an, die in einem Kloster in Paris lebt und die sie dort regelmäßig besucht. Als Abrunhosa nach einem Verkehrsunfall im Krankenhaus direkt neben dem Kloster eingeliefert wird, fragt sie dort nach seinem Gesundheitszustand und trifft dort auf de Guise, der sie nun wieder bedrängt und von ihr zurückgewiesen wird. Er verfolgt sie und wird dabei tödlich von einem Auto angefahren. Ihr Mann erfährt von der Episode und gerät in Aufruhr und Zweifel. Da beschließt Madame de Clèves, die immer stärker ihrer Leidenschaft für Abrunhosa bewusst wird, sich ihrem Mann anzuvertrauen und ihn um Hilfe bei ihrem emotionalen Dilemma zu bitten. Doch dieser sieht nun sein erstes Misstrauen bestätigt, ist völlig verzweifelt und stirbt kurze Zeit später darüber.
Die junge Witwe fühlt sich weiterhin ihrem verstorbenen Mann verpflichtet und fürchtet zudem, ein zweites Mal in Liebesdingen enttäuscht zu werden. Entgegen dem Rat ihrer Freundin im Kloster geht sie deshalb keine Beziehung zu dem von der Frauenwelt so begehrten Sänger ein. Ohne sich jemandem mitzuteilen, verschwindet sie einfach. Abrunhosa sucht sie unermüdlich, doch weder Madame da Silva noch die Nonne können ihm weiterhelfen.
Eines Tages erhält die Nonne im Kloster einen Brief von ihrer verschwundenen Freundin aus Afrika. Darin erzählt sie ihr, dass sie mit einer Gruppe Missionarinnen dorthin gegangen sei und dort nun den vor Bürgerkrieg geflohenen Menschen und in der Folge unter Krankheiten und Hunger leidenden Bevölkerung helfe. Sie berichtet sowohl vom unermesslichen menschlichen Leid als Folge von unmenschlicher Machtpolitik als auch von ihrer persönlichen Unfähigkeit, die Zustände vor Ort länger auszuhalten. Sie kündigt ihre erneute Flucht vor ihrem neuerlichen emotionalen Dilemma an und schreibt von ihren Plänen, ihre Wohnung in Paris zu verkaufen und in das Landhaus ihrer glücklichen Kindheit zurückzukehren.

## Produktion
Der Film wurde in Paris und in französischer Sprache gedreht und von den Filmproduktionsgesellschaften Madragoa Filmes (Portugal), Gemini Films (Frankreich) und Wanda Films (Spanien) produziert, mit finanzieller Unterstützung durch die Filmförderungsanstalten ICAM (heute ICA, Portugal), CNC (Frankreich) und Eurimages (Europa), den öffentlich-rechtlichen portugiesischen Fernsehsender RTP und den privaten französischen Fernsehsender Canal+.
Die Filmmusik stammt überwiegend von Pedro Abrunhosa, der hier fünf Lieder beisteuert, dazu interpretiert die portugiesische Pianistin Maria João Pires Klavierstücke von Franz Schubert („Drei Klavierstücke“, D 946). Beide spielen auch im Film mit, Abrunhosa sogar in der männlichen Hauptrolle. Die gegenseitige Bewunderung Oliveiras und Abrunhosas zeigte sich danach auch in dem Videoclip, den Oliveira für Abrunhosas Stück Momento 2002 drehte, was eine besonders bemerkenswerte Tatsache ist angesichts der Beschäftigung des damals ältesten lebenden Regisseurs der Welt mit einem so jungen Medium.

## Rezeption
Die Uraufführung des Films war am 21. Mai 1999 beim Filmfestival von Cannes 1999, wo er für eine Goldene Palme nominiert war und den Preis der Jury gewann. Er lief danach auf einer Reihe weiterer internationaler Filmfestivals, darunter das Toronto International Film Festival 1999, das Montreal World Film Festival 1999, das Pusan International Film Festival 1999, das Chicago International Film Festival 1999, das Festival Internacional de Cine de Mar del Plata 1999, das Hong Kong International Film Festival 2000 und das Internationale Filmfestival Thessaloniki 2000.
Er kam am 22. September 1999 in die französischen Kinos, in Portugal erfolgte der Kinostart am 24. September 1999, wo er mit 19.500 Besuchern relativ erfolgreich war.
Die Kritik nahm den Film positiv auf. So zählten die Cahiers du Cinéma den Film zu den zehn besten Filmen des Jahres, und Filmkritiker Jorge Leitão Ramos hob in seiner Besprechung im Expresso hervor, wie Oliveiras sichere Inszenierung den historischen Stoff und dessen Sprache überzeugend in die heutige Gesellschaft überführe.

„Aktualisierte Verfilmung eines Gesellschaftsromans aus dem 17. Jahrhundert, vom Altmeister des portugiesischen Kinos als eine Art Edelsoap inszeniert. Dabei verdichten sich die elegante Inszenierung und die bewusste Überhöhung der melodramatischen Form zu einer zeitlosen Kritik am Großbürgertum. Ein ebenso satirischer wie zutiefst humanistischer Film, getragen von großer Sprach- und Schauspielkunst.“

A Carta erschien in Portugal zunächst als VHS-Kassette bei Atalanta Filmes und danach als DVD bei ZON Lusomundo (heute Teil des Medienunternehmens NOS), 2008 nochmal in einer DVD-Box als Teil einer Werkschau zum hundertjährigen Geburtstag de Oliveiras.